# Tribej
Tribej je naselje v Občini Dravograd.